# Garth Maxwell
Garth Maxwell (* 1963) ist ein neuseeländischer Regisseur, der sich vor allem im Fantasybereich engagiert.

## Leben
Maxwell hatten seinen ersten medialen Erfolg, als er 1987 beim New Zealand Film and TV Awards in der Kategorie: Best Short Film mit seinem Regiedebüt Tandem gewann. 
Er führte 1993 in dem Horrorfilm Jack Be Nimble, mit Alexis Arquette in der Hauptrolle, Regie. 1999 nahm er mit dem Beitrag Beyond Gravity am Toronto International Film Festival teil. Bereits 1995 begann er als Regisseur für Sam Raimi zu arbeiten. Für Hercules führte er viermal Regie und schrieb ein Drehbuch. 
Für den Hercules Spin-off Xena führte er zehnmal Regie. Maxwell äußerte sich zu XENA und zur sexuellen Orientierung in einem Interview:
“I’m a gay person  who’s out, and one of the real benefits of XENA is that it acknowledges that people have a range of sexualities; the shadings of Xena and  Gabrielle’s relationship are made clear right at the outset.”
(deutsche Übersetzung: „Ich lebe selber offen schwul; eines der echten Verdienste von XENA ist es, den Menschen begreiflich zu machen, dass ihre Sexualität vielfältig ist. Die Schattierungen in der Beziehung zwischen Xena und Gabrielle werden von Anfang an, klar herausgearbeitet.“)
Einen Regiebeitrag lieferte er für die Raimi Serie Cleopatra 2525. 2007 beteiligte er sich als Co-Produzent  an der zwölfteiligen neuseeländischen TV-Serie Rude Awakenings.  Seit 2008 hat er bereits in sieben Legend of the Seeker Episoden, Sam Raimi's aktuellem Projekt, als Regisseur die Leitung übernommen.

## Filmografie (Auswahl)
- 1986: Tandem (Kurzfilm)
- 1988: Beyond Gravity
- 1993: Jack Be Nimble
- 1995 – 1999: Hercules
- 1996 – 2001: Xena
- 2001: Cleopatra 2525
- 2007 – Rude Awakenings als Co-Produzent
- 2008 – 2010: Legend of the Seeker – Das Schwert der Wahrheit